# Jessica Brooks Grant
Jessica Brooks Grant é uma atriz estadunidense conhecida por filmes como What Dreams May Come o qual interpretou a personagem Marie Nielsen, filha do casal Chris Nielsen (Robin Williams) e Annie Nielsen (Annabella Sciorra) dentre outros.

## Filmografia
- Broken (2005)
- "Third Watch" .... Nicole West (3 episódeos, Season 4 Episode 12, 2003)
- Everybody Lies (2003) episódio de TV .... Nicole West
- Castles of Sand (2003) episódio de TV .... Nicole West
- Second Chances (2003) episódio de TV.... Nicole West
- The Emperor's Club (O Clube do Imperador) (2002) .... Kathryn Scott
- The Sleepy Time Gal (2001) .... Frances, Aged 10 and 14
- Cry Baby Lane (2000) (TV) .... Megan
- What Dreams May Come (Amor Além da Vida) (1998) .... Marie Nielsen
- Mummies Alive! The Legend Begins (1998) (V) (voz) (como Jessica Grant) .... Vozes Adicionais
- "Mummies Alive!" .... Additional Voices (1 episode, 1997)
- Pack to the Future (De Volta Para o Futuro) (1997) episódio de TV(voz) (como Jessica Grant) .... Vozes Adicionais
- Wacky World of Tex Avery (1997)
- Bed of Roses (1996) .... Queen